# Tekamah
Tekamah is een plaats (city) in de Amerikaanse staat Nebraska, en valt bestuurlijk gezien onder Burt County.

## Demografie
Bij de volkstelling in 2000 werd het aantal inwoners vastgesteld op 1892. In 2006 is het aantal inwoners door het United States Census Bureau geschat op 1788, een daling van 104 (-5,5%).

## Geografie
Volgens het United States Census Bureau beslaat de plaats een oppervlakte van 3,3 km², geheel bestaande uit land. Tekamah ligt op ongeveer 320 m boven zeeniveau.

## Plaatsen in de nabije omgeving
De onderstaande figuur toont nabijgelegen plaatsen in een straal van 24 km rond Tekamah.